# Años 1220
Los años 1220 o década del 1220 empezó el 1 de enero de 1220 y terminó el 31 de diciembre de 1229.

## Acontecimientos
- Gregorio IX sucede a Honorio III como papa en el año 1227.
- Ocurre la Batalla de Porpati.
- Redacción de la Edda prosaica...